# Dark Souls II
Dark Souls II (ダークソウルツー Dāku Souru Tsū?) es un videojuego de rol de acción que tiene lugar en un mundo abierto, desarrollado para Microsoft Windows, PlayStation 3 y Xbox 360 por From Software. From Software también distribuye el juego en Japón, mientras que Namco Bandai Games lo hace para otras regiones.
Dark Souls II fue anunciado como la secuela de Dark Souls en los Spike Video Game Awards el 7 de diciembre de 2012. Hidetaka Miyazaki, quien fue el director de Demon's Souls y Dark Souls, no regresó para cumplir ese rol en Dark Souls II. En lugar de eso actuó como el supervisor, y el juego fue dirigido por Tomohiro Shibuya y Yui Tanimura. Miyazaki indicó que no habría ninguna conexión entre las historias de Dark Souls y Dark Souls II, aunque contendría referencias a su predecesor vistas al conversar con los NPC, en almas nuevas en el modo NG+, y objetos del juego anterior, etc., aparte de tener lugar en el mismo mundo fantástico. El juego utiliza servidores multijugador dedicados. La historia de Dark Souls 2 y Dark Souls 2: Scholar of the First Sin es importante para el desarrollo narrativo de Dark Souls 3.

## Desarrollo
Las mecánicas del juego en Dark Souls II son similares a las de su predecesor; el codirector Tomohiro Shibuya ha indicado que no tiene intenciones de cambiar los controles. El juego incluye todo un mundo nuevo con muchas armas que son utilizadas para luchar contra los monstruos dentro del juego. También se indicó que la creación de personajes sería similar a Dark Souls. Los Covenants, uno de los elementos de Dark Souls que permitía al jugador unirse a diferentes facciones, también están incluidos en esta secuela, aunque serán más fáciles de entender y más accesibles a los jugadores. El mundo del juego es inmensamente más grande que en Dark Souls, aunque la densidad del contenido se encuentra más diluida y también le da al jugador más libertad para elegir cómo avanzar, siendo el principio del juego más accesible a los primerizos. Tanimura también confirmó que el juego mantendrá su desafiante dificultad: «No tenemos planeado un modo fácil ya que estamos creando este juego con la idea que el desafío que presenta y su dificultad son parte de sus elementos fundamentales.»
El equipo de desarrollo confirmó que utilizarían un motor gráfico más poderoso que en la primera entrega, el cual fue demostrado en los tráileres del juego. También se confirmó que habría nuevos desafíos, en adición al ya conocido nivel de dificultad del juego. Además, se anunció que el sistema de inteligencia artificial sería más avanzado, permitiendo que los enemigos reaccionen a una selección más amplia de acciones del jugador.
El 19 de septiembre de 2013, el director Yui Tanimura anunció que la versión para PC se retrasaría. Explicó que el retraso era necesario para asegurarse que la versión de PC de Dark Souls 2 esté lo más optimizada posible.
El productor de Dark Souls 2, Takeshi Miyazoe, indicó en diciembre de 2013 que él y su equipo no esperan ofrecer DLC para el juego, aunque luego se retractó diciendo que podrían considerar la idea en una entrevista más reciente. Esto resultó en la creación de tres DLC bajo el nombre de The Lost Crowns, además de la inclusión de una versión mejorada llamada Scholar of the First Sin para consolas de nueva generación con mejoras en gráficos, jugabilidad, la inclusión de los DLC mencionados, un nuevo NPC y una nueva pelea contra un Jefe; se creó un parche gratuito para quienes ya poseían la versión original con algunas de estas mejoras.

## Recepción
En si, fue muy bien recibido por parte de la crítica profesional, la web de videojuegos Gamerologies ha elogiado la enorme cantidad de secretos que esconde el juego, y la interacción entre los jugadores, puntuando el título con un 9,5/10.

La opinión por parte del público estuvo más dividida; mientras que muchos alabaron la jugabilidad y la gran variedad de armas y opciones, así como las múltiples ventajas del modo en línea, también criticaron la calidad de diseño de jefes, mecánicas y escenarios, inferiores a las del primer juego en muchos aspectos.

## Diferencias respecto aDark Souls
- El sistema de humanidad se remodeló completamente: ahora para volverse humano utilizaremos efigies humanas, y además, cuando hayamos muerto, aparte de convertirnos en huecos, se nos reducirá una parte de la vida.

- La carga máxima ya no se mejora con aguante, sino con una nueva característica, el vigor, haciendo así más difícil el orientar a un personaje hacia esta habilidad.

- Tendremos que subir de nivel hablando con un PNJ, Heraldo de Esmeralda.

- El frasco de estus, tendrá solo 1 Estus al comienzo, y tendremos que encontrar fragmentos de este a lo largo del juego, y entregárselos a la Heraldo para aumentarlo.

- Cuando intercambiemos objetos en el nido, no será necesario salir del juego.

- En vez de realizar una patada, con R1+Joystick izquierdo adelante, se realizará un ataque que rompe la guardia.

- Las zonas son mucho más diferentes entre sí.

## The Lost Crowns

### Crown of the Sunken King
En español: «Corona del Rey Hundido», es el primer DLC, estrenado el 22 de julio de 2014. Primer episodio de The Lost Crowns (Las Coronas Perdidas), la descripción oficial es la siguiente: «Crown of the Sunken King enviara al jugador en una aventura para reclamar la Corona que perteneció al Rey Vendrick. Con áreas totalmente nuevas por explorar dentro del universo de Dark Souls II, el jugador encontrara pirámides, cavernas subterráneas y enemigos desconocidos. Se dice que la Antigua Corona esta sepultada muy por debajo de la superficie, pero seguramente no se encuentra desprotegida.»

### Crown of the Old Iron King
En español: «Corona del Viejo Rey de Hierro», es el segundo DLC, estrenado el 26 de agosto de 2014. Segundo episodio de The Lost Crowns, su descripción oficial es la siguiente: Crown of the Old Iron King se localiza en una torre masiva engullida por niebla oscura, donde las llamas, el humo y la hechicería están al acecho. Recupera la corona del Viejo Rey de Hierro, viajando en senderos que no son lo que aparentan.

### Crown of the Ivory King
En español: «Corona del Rey de Marfil», es el tercer DLC, estrenado el 30 de septiembre de 2014. Tercer y último episodio de The Lost Crowns, su descripción oficial es la siguiente: «Crown of the Ivory King se encuentra en un antiguo templo lleno de tormentas heladas, muros imponentes y el vacíos huecos. Desafiado por fuerzas que son una con los elementos del hielo, poca visibilidad y habilidades esotéricas.»

## Scholar of the First Sin
O en español: «Erudito del Primer Pecado», se trata de una expansión al juego en general. Se trata de la versión definitiva y la que lanzó el juego a las consolas de la siguiente generación (PlayStation 4, Xbox One, y en PC con DirectX 11), además de que algunos aspectos se incluyeron en el parche gratuito para la versión 1.10 de la versión original (PlayStation 3, Xbox 360 y PC con DirectX 9), las mejoras son las siguientes:
En todas las versiones:
- PNJs adicionales para mejorar la experiencia de la historia

- Ajuste de parámetros para mejorar el balance del juego

- Cambios en la descripción de diversos objetos

- Mejora en la funcionalidad de matchmaking en línea

Solo en las versiones de PlayStation 4, Xbox One y DirectX 11:
- Mejora gráfica, sonora y en rendimiento

- Aumento en la cantidad máxima de jugadores en línea por sesión (6 en total)